# Simulium cruszi
Simulium cruszi es una especie de insecto del género Simulium, familia Simuliidae, orden Diptera.
Fue descrita científicamente por Davies & Gyorkos, 1992.